# Антарктика
Антарктика е географски регион, обхващащ континента Антарктида и водите и островните територии в Южния океан разположени южно от Антарктическата конвергенция. Заема около 20% от площта на южното полукълбо, от които 5,5% (14 млн. km²) са площта на самия материк.
Регионът съвпада със зоната на действие на Конвенцията за опазване на антарктическите морски живи ресурси (на англ. Convention for the conversation on Antarctic Marine Living Resources) влязла в сила 07.04.1982, част от Системата на Антарктическия договор, известна още като Комисия за опазване живите морски ресурси на Антарктика, като за техническите цели на Конвенцията се използва приближение на линията на конвергенцията чрез начупена линия от паралели и меридиани. Приложението на Конвенцията се осъществява от международна Комисия със седалище в Хобарт, Австралия, чрез ефективна система на ежегодни риболовни квоти, лицензи и международни инспектори на риболовните кораби, както и сателитен контрол.
По-голямата част от територията на Антарктика е разположена южно от 60° ю.ш. и се управлява съобразно международно-правния режим на Антарктическия договор. В зоната на действие на Договора влиза както самият континент и непосредствено прилежащите острови, така и архипелазите Южни Шетлъндски острови и Южни Оркнейски острови, остров Петър I (в северозападната част от море Белингсхаузен) островите Балени и вулканичния остров Скот (600 km от нос Адер, с височина 54 m, дължина 565 m, широчина 340 m).
Островите, разположени между паралела 60° ю.ш. и Антарктическата конвергенция, както и техните 200-милни изключителни икономически зони, са под националната юрисдикция на страните, които ги притежават: Южна Джорджия и Южни Сандвичеви острови (Великобритания), Буве (Норвегия) и Хърд и Макдоналд (Австралия). В района на Конвергенцията се намират и островите Кергелен (Франция). Северно от Конвергенцията, т.е. извън Антарктика, остават Фолкландските острови и островите Диего Рамирес, Гоф, Принц Едуърд, Крозе, Макуори и Кембъл.
Първата открита от човека антарктическа земя е британският остров Южна Джорджия, посетен от английския търговец Антъни де ла Роше през 1675 г. Първият човек, роден в Антарктика, е Солвейг Гунбьорг Якобсен, родена на 8 октомври 1913 г. в Грютвикен, Южна Джорджия.
България установява постоянно присъствие в Антарктика през 1988 г., когато е построено българското убежище на остров Ливингстън, обявено за изследователска база „Св. Климент Охридски“ през 1993 г.

## История
Антарктика вдъхновява множество географски открития в миналото (включително търсенето на митичната Тера аустралис инкогнита). Според някои историци, нидерландецът Дирк Гериц (1599) и испанецът Габриел де Кастиля (1603) може да са били първите хора, зърнали антарктическа земя по време на плаване в южната част на пролива Дрейк, граничеща с Южните Шетландски острови. По-добре документирано е откриването на Южна Джорджия от английския търговец Антъни де ла Роше, който в бурно време намира убежище в един от заливите на острова през април 1675 г.
Едва през XIX век обаче е открита първата земя от днешна „политическа“ Антарктика и това е остров Ливингстън. Английският капитан Уилям Смит със своя търговски бриг „Уилямс“, плавайки южно от нос Хорн на път за Валпарайсо, се отклонява от курса си и на 19 февруари 1819 г. вижда североизточния край на остров Ливингстън, нос Уилямс.
8 месеца по-късно Смит отново посещава Южните Шетландски острови, слиза на остров Кинг Джордж на 16 октомври 1819 г. и обявява островите за английски. Междувременно 1 месец преди това голям испански кораб е повреден от буря в пролива Дрейк и потъва край северния бряг на Ливингстън през септември 1819 г. Линейният кораб „Сан Телмо“ със 74 оръдия под командата на капитан Росендо Порлиер е флагманът на испанска ескадра на път за Каляо в подкрепа на колониалните войски, сражаващи се срещу движението за независимост в Испанска Америка. Намиращите се на борда на „Сан Телмо“ 644 офицери, войници и моряци са първите хора, загубили живота си в ‘политическа’ Антарктика. Не оцелява никой, а остатъци от кораба са намерени впоследствие от ловци на тюлени на плажа Полумесец край нос Ширеф.
През декември 1819 г. Уилям Смит се връща за пореден път на островите, вече нает заедно с кораба си от капитан Уилям Ширеф, британския командващ офицер за Тихия океан със седалище в Чили, и съпроводен от лейтенант Едуард Брансфийлд, на когото е възложена мисията да изследва и картографира новите земи. На 30 януари 1820 г. те съзират планините на Антарктическия полуостров, без да подозират, че далече на изток и само 3 дни преди тях, континентът вече е открит от императорската руска експедиция на Фадей Белингсхаузен и Михаил Лазарев.
Година по-късно руските мореплаватели са обиколили Антарктида и през януари 1821 г. пристигат в района на Южните Шетландски острови, където заварват над 50 американски и английски кораба и 1000 ловци на тюлени, събиращи ценните кожи от стотици хиляди животни. Докато плава между островите Дисепшън и Ливингстън, Белингсхаузен среща американеца Натаниъл Палмър, друг прочут пионер в изследването на Антарктика, на свой ред видял материка през ноември. И докато всички са единодушни, че континентът Антарктида е открит през 1820 г., претенциите за приоритет на Брансфийлд, Палмър и Белингсхаузен се отстояват от техните нации в спор, продължил повече от столетие. Днес първенството на Белингсхаузен е общопризнато.
За първи път човекът стъпва на самия континент на 7 февруари 1821 г. в залива Хюз на Антарктическия полуостров, когато американският кораб „Хюрън“ с капитан Джон Дейвис търси тюлени в района южно от Южните Шетландски острови. Пак тогава е първото презимуване в Антарктика. В края на сезона 1820 – 1821 г. 11 англичани от кораба „Лорд Мелвил“ не успяват да напуснат остров Кинг Джордж, но благополучно дочакват спасители през следващата пролет.
Останки от хижи, лодки и други съоръжения и предмети на ловците на тюлени се срещат и до днес на Ливингстън, който притежава най-голямото изобилие от исторически паметници в Антарктика след Южна Джорджия.

## Карти
- Карта на Антарктическата конвергенция Архив на оригинала от 2006-05-29 в Wayback Machine.